# Hemerodromia striata
Hemerodromia striata är en tvåvingeart som beskrevs av Yang 1988. Hemerodromia striata ingår i släktet Hemerodromia och familjen dansflugor. Inga underarter finns listade i Catalogue of Life.